# Larrikin Love
Larrikin Love est un groupe de rock indépendant britannique, originaire de Twickenham, à Londres, en Angleterre. Après deux ans d'acitivté, et un unique album studio, The Freedom Spark, le groupe se sépare en 2007.

## Biographie
Pendant son existence, Larrikin Love comprend Edward « Larrikin » Leeson (chant), Micko Larkin (guitare), Alfie Ambrose (basse) et Coz Kerrigan (batterie), et occasionnellement le violoniste Rob Skipper du groupe The Holloways ou le violoniste Jonnie Fielding. Il est considéré comme faisant partie de la scène Thamesbeat par le NME, une scène qui a pourtant jamais concrètement existé. Ils expérimentent plusieurs styles musicaux oscillant entre punk, reggae, calypso, et bluegrass, et tendent vers le folk et le rock indépendant. Souvent comparé à des groupes comme The Clash, The Pogues and The Libertines, Larrikin Love s'inspire lyriquement de la littérature et auteurs tels que Rimbaud, Wilde et Orwell.
Après avoir publié deux singles aux labels indépendants Young et Lost Club et Transgressive Records respectivement, le groupe signe chez Warner, d'après un « partenariat » entre Warner et Transgressive. Leur premier album, The Freedom Spark, est publié le 25 septembre 2006.
Le 4 mai 2007, la séparation du groupe est annoncée, peu après la sortie de leur premier album en Europe continentale. Après la séparation, Leeson forme le groupe à court terme Pan I Am and Sunless '97. Larkin emménage à Los Angeles, où il travaillera avec Courtney Love avant de faire partie de Hole. Ambrose se joint à Gaoler's Daughter, et Kerrigan se joint au groupe de son frère Fiachra, Marner Brown, plus tard rebaptisé K.

## Discographie

### Album studio
- 2006 : The Freedom Spark (sortie en France en mai 2007)

### Singles
- 2005 : Six Queens/Little Boy Lost
- 2005 : Happy as Annie
- 2006 : Edwould (49e UK)[5]
- 2006 : Downing Street Kindling (35e UK)[5]
- 2006 : Happy as Annie (réédition) (32e UK)[5]
- 2007 : Well, Love Does Furnish a Life (31e UK)[5]

### Autre
- 2006 : A Horse with No Name (reprise du morceau d'America) sur la compilation Take it Easy: 15 Soft Rock Anthems (Q Magazine)